# Stilistik
 For alternative betydninger, se Stil.
Stilistik betegner studiet af den litterære stil som form og udtryksmåde.

## Yderligere læsning
- Albeck, Ulla: Dansk Stilistik, Forlaget Gyldendal, København 1939.